# Theridiosoma zygops
Theridiosoma zygops är en spindelart som först beskrevs av Chamberlin och Ivie 1936.  Theridiosoma zygops ingår i släktet Theridiosoma och familjen strålspindlar.
Artens utbredningsområde är Panama. Inga underarter finns listade i Catalogue of Life.